# مارتين سيلفا
مارتين أندريس سيلفا ليتس (بالإسبانية: Martín Andrés Silva Leites) (مواليد 25 مارس 1983 في مونتيفيديو) لاعب كرة قدم أوروغواياني يلعب حاليا في نادي فاسكو دا غاما البرازيلي .

## روابط خارجية
- مارتين سيلفا على موقع الاتحاد الدولي (مؤرشف)  (الإنجليزية)
- مارتين سيلفا على موقع إي إس بي إن إف سي (الإنجليزية)
- مارتين سيلفا على موقع قاعدة بيانات كرة القدم.إي يو (الإنجليزية)
- مارتين سيلفا على موقع ناشيونال فوتبول تيمز (الإنجليزية)
- مارتين سيلفا على موقع Soccerway.com (الإنجليزية)
- مارتين سيلفا على موقع كووورة
- مارتين سيلفا على موقع AS.com (الإسبانية)